# L'Homme qui ne sait pas dire non
Pour plus de détails, voir Fiche technique et Distribution.
L'Homme qui ne sait pas dire non est la version française du film allemand réalisé par Heinz Hilpert et sorti en 1932.
La version allemande du film est sortie en 1933 sous le titre Ich will dich Liebe lehren.

## Synopsis
Inconnu.

## Fiche technique
- Titre allemand : Ich will dich Liebe lehren
- Titre anglais : The Man Who Doesn't Know to Say No
- Réalisation : Heinz Hilpert
- Scénario : Friedrich Raff  et Julius Urgiss d'après un roman d'Alice Berend
- Dialogues : Henri Decoin
- Photographie : Curt Courant, Reimar Kuntze
- Musique : Walter Jurmann, Bronislau Kaper
- Dates de sortie: 
  - France : 1932

## Distribution
- Raymond Cordy
- Willy Domgraf-Fassbaender
- Paulette Dubost
- Raymond Galle
- Lisette Lanvin
- André Saint-Germain